# Zoë Wanamaker
Zoë Wanamaker, CBE (n. 13 mai 1949) este o actriță de film, teatru și televiziune americană, cunoscută pentru activitatea ei din cadrul Royal Shakespeare Company. A fost nominalizată de nouă ori la Premiul Olivier, câștiându-l de două ori pentru Once in a Lifetime (1979) și Electra (1998). A primit patru nominalizări la Premiile Tony pentru reprezentațiile ei de pe Broadway; pentru Piaf (1981), Loot (1986), Electra (1999), și Awake and Sing! (2006).
Wanamaker a jucat în filme precum Wilde (1997), Harry Potter și Piatra Filozofală (2001) și O săptămână cu Marilyn (2011), și în seriale, printre rolurile sale principale numărându-se Tessa Piggott în Orice pentru dragoste (1992-94) și Susan Harper în Familia Mea (2000-11). Ea a mai jucat în Agatha Christie's Poirot (2005-13) și Mr Selfridge (2015).

## Viața timpurie și familie
Wanamaker s-a născut la New York în 1949, ca fiică a actriței canadiane Charlotte Olanda și a actorului, regizorului și producătorului de emisiuni radiofonice  Sam Wanamaker, care a decis să nu se întoarcă în Statele Unite după ce a fost pus pe lista neagră în 1952. Părinții ei erau Evrei, deși ea a avut parte de o educație non-religioasă. Familia tatălui ei avea origini ucrainene.

## Cariera

### Teatru
Wanamaker și-a început cariera de actriță în teatru. Din 1976 până în 1984 a făcut parte din Royal Shakespeare Company. Ea a câștigat un Premiu Olivier pentru Once In a Lifetime în 1979 și un al doilea pentru Electra de Sofocle în 1998. 

## Naționalitate
Zoë Wanamaker are cetățenie dublă, devenind cetățean britanic în anul 2000.

## Viața personală
Wanamaker a trăit timp de mai mulți ani cu actorul David Lyon. În noiembrie 1994, s-a căsătorit cu actorul și dramaturgul Gawn Grainger.

## Legături externe
- Zoë Wanamaker la Internet Movie Database
- en Zoë Wanamaker la Internet Broadway Database
- Natasha Lehrer, Biografia lui Zoë Wanamaker, Jewish Women Encyclopedia